# Dan Voiculescu (politician)
Dan Voiculescu (n. 25 septembrie 1946, București, România) este un doctor în economie, profesor universitar și politician român, fost om de afaceri, președinte fondator al Partidului Umanist Român, devenit ulterior Partidul Conservator (care a fost absorbit ulterior de Partidul Alianța Liberalilor și Democraților) și devenit între timp Partidul Puterii Umaniste (social-liberal). Dan Voiculescu a fost ales senator de București în trei legislaturi.
Pe data de 5 februarie 2011, la inițiativa lui Dan Voiculescu, a fost creată Uniunea Social-Liberală (USL), o alianță politică parlamentară și preelectorală. „Umaniștii” au contribuit semnificativ la formarea USL din 2011. USL a câștigat, in 2012, alegerile parlamentare cu scorul zdrobitor de peste 66%, fiind astfel cea mai puternică alianță politică de după 1990.
În august 2014 Voiculescu a fost condamnat la 10 ani de închisoare cu executare  în dosarul privatizării Institutului de Cercetări Alimentare (ICA). Acesta a fost liberat condiționat din închisoare în iulie 2017, după 2 ani și 11 luni, deși prejudiciul nu a fost achitat.
Este fondatorul Fundației Dan Voiculescu.

## Tinerețea
Își face studiile liceale în București. Este absolvent al Academiei de Studii Economice București – Facultatea de Comerț Exterior, promoția 1969. A obținut doctoratul în științe economice la Academia de Studii Economice București 1977 și în 1991 un doctorat în economie la Pacific Western University⁠(d), Los Angeles, Statele Unite ale Americii, o universitate neacreditată, care avea să fie închisă în 2005 în urma unei anchete a Congresului SUA.
Conform autobiografiei publicate pe pagina web oficială, s-a născut într-o familie modestă, tatăl fiind instalator, iar mama casnică. A crescut în cartierul bucureștean Bariera Vergului, lângă Patinoarul 23 August, unde a practicat hochei pe gheață.
În 1969 a satisfăcut serviciul militar la o unitate militară din Focșani, specialitatea intendență, obținând gradul militar de locotenent de intendență în rezervă. A urmat Facultatea de Comerț Exterior din cadrul Academiei de Studii Economice București.

## În perioada comunistă a României

### Vitrocim (1970–1982)
După absolvirea Facultății de Comerț Exterior din cadrul Academiei de Studii Economice București, Dan Voiculescu este repartizat la întreprinderea Tehnoforest, de unde este transferat la o întreprindere de comerț exterior nou formată – ICE Vitrocim, unde lucrează ca economist și, respectiv, șef serviciu în perioada 1970-1982.

### Crescent (1982–1992)
Între 1982–1992, activează în cadrul Camerei de Comerț și Industrie a României, este director al reprezentanței din România a firmei Crescent Commercial & Maritime Ltd. proprietate a lui Fouad Sanbar, cetățean grec.. După moartea lui Fouad Sanbar, Voiculescu moștenește firma Crescent, deși Sanbar avea copii.

### Relația cu Securitatea
Conform CNSAS, prima oară când Voiculescu a fost recrutat de Securitate a fost în 1970 sub numele de cod „Mircea”, când i s-a dat misiunea de a colecta informații despre cetățenii străini, activând ca translator de limbă germană pentru aceștia; întrucât rezultatele au fost nesatisfăcătoare, colaborarea aceasta s-ar fi încheiat în anul următor. În 1973, i s-ar fi dat numele de cod „Felix” și timp de doi ani ar fi dat o serie de note informative despre cetățenii străini cu care a avut contact. În 1975, Voiculescu a devenit membru al PCR, iar Securitatea ar fi renunțat la informatorul Felix, el fiind însă folosit în continuare ocazional, cum a fost cazul notei din 1977, care a fost importantă pentru CNSAS în vederea formulării acuzației de poliție politică.
În 2003, 2004 și 2005, Consiliul Național pentru Studierea arhivelor Securității (CNSAS) a emis Decizia nr. 126 din 11 noiembrie 2003, Adeverința nr. 371 din 5 octombrie 2004 și Decizia nr. 101 din 19 mai 2005, în care arăta că nu existau la acea dată indicii că Dan Voiculescu ar fi fost agent/colaborator al Securității sau că ar fi făcut poliție politică. Pe 5 iunie 2006 Biroul Politic al Partidului Conservator l-a desemnat pe Dan Voiculescu pentru funcția de vicepremier în Guvernul României. Până la acea dată, SRI refuzase să transmită CNSAS un număr mare dosare în mod repetat solicitate de aceasta din urmă și care anterior fuseseră clasificate. La solicitarea expresă a CNSAS, a avut loc o ședință a unei comisii mixte SRI-CNSAS în care s-a discutat statutul acestor dosare, între care și unele cu informații despre relația între Voiculescu și Securitate, în contextul lărgirii prin lege a sferei documentelor analizabile de CNSAS. Prin decizia luată în iunie 2006 Consiliul Național pentru Studierea Arhivelor Securității (CNSAS) a confirmat colaborarea lui Dan Voiculescu, sub numele conspirativ Felix, cu Securitatea ca poliție politică. Dan Voiculescu a contestat decizia, dar aceasta i-a fost respinsă, primind doar 3 voturi favorabile. Verdictul a fost confirmat și în justiție, așa cum prevedea legea, Curtea de Apel București respingând în 5 februarie 2010 contestația senatorului.
Curtea de Apel a justificat decizia prin faptul că notele informative au lezat drepturile și libertățile fundamentale ale cetățenilor urmăriți.
În urma contestațiilor ridicate în acest caz, Curtea Constituțională a decis că Legea Consiliului Național pentru Studierea Arhivelor Securității (CNSAS) era neconstituțională, admițând excepția ridicată în procesul Dan Voiculescu–CNSAS.
Ziarul Jurnalul Național, aparținând trustului Intact, a titrat în acea zi „Dan Voiculescu a învins CNSAS”. Legea a fost ulterior modificată prin ordonanță de urgență, fiind pusă de acord cu decizia Curții Constituționale prin introducerea obligativității confirmării verdictului în instanță.
În cazul lui Dan Voiculescu, verdictul a fost confirmat de Curtea de Apel București la începutul lui 2010 și de Înalta Curte de Casație și Justiție în martie 2011.
Probele reținute de Înalta Curte sunt fișa acestuia de la Direcția a III-a a Ministerului de Interne, precum și o notă în care Dan Voiculescu relata acțiunile unui cetățean austriac de origine română.
În 1979 Securitatea a deschis dosarul „Dorin”, în care Voiculescu era cel urmărit, fiind suspectat în urma comportamentului său nonconformist, a luxului în care trăia și a contactelor nepermise de regulamente cu cetățeni străini în timpul deplasărilor în afara țării.

## Activitatea didactică de după 1989
Începand cu 1996 Dan Voiculescu a ținut cursuri timp de 8 ani la Academia de Studii Economice București, în cadrul Catedrei de Relații Economice Internaționale, disciplina „Competiție și Competitivitate”. A colaborat, împreună cu unsprezece alți coautori la lucrarea „Analiza de competitivitate a economiei românesti. Orizont 2000-2005-2010. Soluții strategice alternative”, aparută la Editura Academiei Române în anul 1998, pentru care, doi ani mai târziu, a primit din partea Academiei Române premiul Virgil Madgearu pentru anul 1998, în cadrul Premiilor Academiei Române, o serie de distincții nou-înființate pe mai multe domenii, acest premiu fiind unul dintre cele șapte premii din secțiunea „Științe economice, juridice și sociologie”.
Din 2003 până în 2007 și-a suspendat cursurile în semn de protest față de ușurința acordării titlului de doctor unor persoane cu o moralitate sau profesionalism îndoielnice. În 2007 a revenit la catedră, iar în 2008 a solicitat Comisiei Juridice a Senatului, alături de alți 16 senatori, avizarea cumulului de funcții de care beneficia. Comisia Juridică a avizat favorabil solicitarea acestuia, fiindu-i permis să își continue activitatea de profesor universitar la ASE în paralel cu aceea de senator.
Începând cu anul 2020, și-a reluat activitatea universitară, terminând în iunie 2023, din postura de student, programul de licență al Facultății de Teologie Ortodoxă din București, Secția de Asistență Socială.

## Om de afaceri, fondator al trustului de presă Intact Media Group
În anul 1991 a fondat trustul de presă Intact Media Group. Până în anul 2003 a fost proprietar majoritar al firmei românești Grivco, grup format din peste 20 de companii, având în portofoliu firme din domeniile: comerț, media, producție, servicii, finanțe, agricultură.

## Afacerile de după 1989
După 1990 a înființat Holdingul Grivco, din 1992 devenind acționar majoritar. Avea la început ca principală activitate comerțul exterior. A urmat implicarea în media și lansarea unui ziar format A4 - Jurnalul Național și prima televiziune comercială din România, Antena 1. În timp, activitățile grupului s-au concentrat pe comerțul exterior cu materiale industriale, comerțul enegetic, agricultură și mass-media, dând naștere holdingului GRIVCO, structurat în prezent pe 3 divizii: comerț, media, industrie & servicii. Dan Voiculescu a atins primul milion de dolari în anul 1996, fiind format din circa 400.000 dividende de la GRIVCO și circa 600.000 dividende de la Antena 1. Cea mai cunoscută companie a grupului Grivco este Intact Media Group, cu subgrupul Antena TV Group, care împreună cuprind televiziunile Antena 1, Antena 2, Antena 3, Euforia TV, Antena International și GSP TV, radiourile Romantic FM și Radio ZU, publicațiile Jurnalul Național, Gazeta Sporturilor, Săptămâna Financiară, Felicia, Confidential, BBC Top Gear, BBC Good Food, BBC Science Focus, tipografia Intact, Fundația “Mereu Aproape”.
În anul 2006, Dan Voiculescu și-a donat toate acțiunile pe care le deținea în grupul de firme pe care le-a fondat, în mod egal, celor două fiice ale sale, retrăgându-se total din afaceri. Trustul media a fost cedat în 2006 fiicei sale, Camelia Voiculescu, în urma intenției lui Dan Voiculescu de a ocupa funcția de viceprim-ministru în guvernul Tăriceanu, din partea Partidului Conservator, post din care demisionase George Copos. Revista Capital a evaluat în octombrie 2009 averea întregii familii Voiculescu la 1,5–1,6 miliarde de euro. În urma condamnării și încarcerării lui Voiculescu, în următorii 6 ani averea familiei a scăzut la 180–200 de milioane de euro.
Între 2013 și 2017, Antena TV Group a fost implicat într-un caz de șantaj. Directorul general de atunci, Sorin Alexandrescu, l-a amenințat pe administratorul RCS & RDS că, dacă nu va accepta un contract de retransmisie a posturilor Antena TV Group ai cărui termeni îi dictează el, atunci va lansa o campanie de denigrare pe toate posturile sale. În urma refuzului, amenințările s-au concretizat, cu complicitatea altor persoane din top-managementul grupului. După ce cei de la RCS & RDS au denunțat șantajul, faptele au fost anchetate de autorități, Dan Voiculescu fiind acuzat de complicitate la operațiunea de șantaj a lui Alexandrescu. După ce în primă instanță, Voiculescu a fost condamnat la Curtea de Apel București în mai 2016, ulterior, la apel, Înalta Curte de Casație și Justiție l-a achitat, dar l-a condamnat pe Alexandrescu pentru șantaj, pe Camelia Voiculescu pentru complicitate, iar Antena TV Group a fost condamnat la o amendă penală de 200.000 de lei.

## Activitatea politică după revoluția din 1989
În anul 1991 Dan Voiculescu a fondat Partidul Umanist din Romania, care în 2005 și-a schimbat titulatura în cea de Partidul Conservator (actualul PPUSL). A deținut președinția executivă a formațiunii între 1991 și 2005, partidul devenind un aliat al Partidului Social-Democrat în timpul guvernării Adrian Năstase. În anul 2008, deși fusese, oficial, în opoziție, PSD a obținut un scor sub PDL obținând astfel un scor mai slab ca la alegerile din 2004. Astfel, PSD a pierdut circa 0,9 milioane de alegători: de la 3,2 milioane de voturi, în 2004 (când a candidat alături de PUR-ul lui Dan Voiculescu) a ajuns la 2,35 milioane de voturi.

### Senator, 2004–2007
În aprilie 2007, Comisia parlamentară condusă de senatorul Dan Voiculescu a reușit, pentru prima oară în istoria post-decembristă a României, suspendarea unui președinte în funcție (Traian Băsescu). Deși Curtea Constituțională îl avizase negativ, raportul întocmit de „Comisia Voiculescu” a fost adoptat, în Parlamentul României, cu 322 de voturi „pentru” și numai 108 "împotrivă", președintele Traian Băsescu fiind astfel suspendat din funcție. La referendumul ce a urmat, Traian Băsescu a fost reconfirmat în funcția de președinte.
Primul mandat de senator, cel din legislatura 2004–2008, nu a fost dus până la capăt. În toamna anului 2007, Dan Voiculescu s-a retras din Parlament, acuzând lipsa de susținere a proiectelor promovate de PC. Era vorba despre promovarea proiectelor sale referitoare la prelungirea contractelor chiriașilor din casele naționalizate, reducerea TVA-ului pentru produsele alimentare de bază, fondul de solidaritate pentru pensionari și neimpozitarea profitului reinvestit.

### Senator, 2008–2012
Din decembrie 2008 Dan Voiculescu este senator al Colegiului 8 București din sectorul 4 al acestui oraș, fiind senator și vicepreședinte al Senatului României. De asemenea, este membru al Comisiei permanente economice, de industrie și servicii și președinte al grupului parlamentar de prietenie România - Austria.
În 2008 și 2009, Dan Voiculescu a promovat o lege, înregistrată cu numărul 1/2009, care a ajuns să fie cunoscută drept „legea Voiculescu”, după numele său, prin care se împiedică retrocedarea în natură a imobilelor naționalizate abuziv de regimul comunist proprietarilor lor legitimi.
Președintele Băsescu a contestat legea la Curtea Constituțională, dar contestația a fost respinsă și președintele a trebuit să o promulge.
Legea a complicat, însă, problema caselor naționalizate, deoarece în 2010 Curtea Europeană a Drepturilor Omului a cerut României să respecte articolul 1 din Protocolul 1 al Convenției Europene a Drepturilor Omului și să pună în aplicare deciziile definitive ale instanței.
Dan Voiculescu a demisionat din funcție în 25 iunie 2012, în mod similar demisiei din 2007, în apropierea sfârșitului mandatului, motivând demisia sa prin respingerea de către Senat a propunerii sale ce viza dublarea pedepselor pentru evaziune fiscală. Dan Voiculescu și senatorii Ioan Ghișe (PNL), Vasile Nistor (PC), Șerban Rădulescu (PC) inițiasera un proiect de modificare a Legii pentru prevenirea și combaterea evaziunii fiscale, care mărea pedepsele pentru anumite infracțiuni. O parte a presei și adversarii politici au afirmat că această mișcare are impact asupra procesului său aflat în derulare la Înalta Curte de Casație și Justiție și au speculat că motivația reală a demisiei ar fi tergiversarea acestui proces.

### Senator, 2012–2013
La data de 9 decembrie 2012 a câștigat funcția de senator pe colegiul nr. 8 București. Și-a dat demisia din această funcție la data de 28 ianuarie 2013. Demisia sa determină mutarea procesului privind privatizarea Institutului de Cercetări Alimentare (ICA), în care este inculpat Dan Voiculescu de la instanța supremă, competentă să judece parlamentari, la Tribunalul București.
Dan Voiculescu a confirmat că demisia sa are legătură cu procesul în care era implicat, afirmând însă că a demisionat pentru a lăsa „justiția să își facă treaba”.

## Activitatea socială
Dan Voiculescu a înființat în 1990 Fundația „Dan Voiculescu” pentru Dezvoltarea României. Ulterior, a fondat și Fundația pentru Apărarea Cetățenilor Împotriva Abuzurilor Statului (FACIAS). Una din acțiunile FACIAS a fost reconstituirea dreptului la pensie al Vioricăi Vișan, o femeie condamnată dintr-o eroare judiciară la 16 ani de închisoare, și eliberată după 10.

### Fundația „Dan Voiculescu” pentru Dezvoltarea României
FDVDR este o organizație non-guvernamentală din România care activează în domeniul educației. Proiectele sale educaționale acoperă materii din curriculum-ul școlar, dezvoltând, în același timp, și programe dedicate educației vocaționale sau programe dedicate educației antreprenoriale și de excelență.
Programul de burse al FDVDR este menit să încurajeze și să ajute tinerii excepționali, cu rezultate deosebite, în domeniile științei, culturii sau tehnologiei. Printre bursierii FDVDR, de-a lungul timpului s-au numărat Ionuț Budișteanu, Matei Bucur Mihăescu ș.a. De-a lungul timpului, FDVDR a acordat premii de excelență personalităților din domeniile științei și culturii. Printre cei care premiați se numără: Justin Capră, Radu Beligan, Gabriela Ficz ș.a.

## Activitatea socială în criza coronavirusului
În aprilie 2020, în urma unui apel făcut de Secția ATI a Institutului Clinic Fundeni din București, Fundația Dan Voiculescu pentru Dezvoltarea României a contribuit la achiziționarea unor unități exterioare de triaj, pentru protejarea pacienților în stare critică, dar și a corpului medical al spitalului Fundeni.
Dan Voiculescu a propus, pe 3 aprilie 2020, printr-o scrisoare deschisă, Guvernului României luarea unor măsuri de prevenire a unei crize alimentare și a solicitat interzicerea exportului ”de produse alimentare, inclusiv cereale și materii prime, pentru o perioadă de un an.
Prin ordonanța militară nr. 8 anunțată de Guvern, pe 10 aprilie 2020, Guvernul a decis suspendarea exporturilor pentru o serie de produse agroalimentare, între care grâu, orz, ovăz, orez, soia, dar și făină de grâu, turte, produse de panificație și patiserie, biscuiți, ulei de semințe, zahăr, măsura fiind valabilă pe toată perioada stării de urgență.

## Procesul ICA
La sfârșitul anului 2008 Dan Voiculescu a fost trimis în judecată de Direcția Națională Anticorupție fiind acuzat de utilizare a influenței sale în 2003, în calitate de lider al unui partid aflat la guvernare, pentru achiziționarea de către Grivco a pachetului majoritar de acțiuni al Institutului de Cercetări Alimentare.
Dosarul a fost trimis la Înalta Curte de Casație și Justiție, având în vedere calitatea lui Voiculescu de membru al parlamentului. Judecarea procesului a fost amânată până în noiembrie 2010 de șapte ori. În decembrie 2010 Dan Voiculescu a fost audiat, acesta susținând că dosarul ar fi o comandă politică a lui Traian Băsescu. Au urmat șase noi amânări, procesul a înaintat, a fost mutat în urma demisiei lui Voiculescu din Parlament de la Înalta Curte de Casație și Justiție la Tribunalul București. În data de 26 septembrie 2013 a fost condamnat de Tribunalul București la 5 ani de închisoare pentru infracțiunea de spălare de bani. Împotriva sentinței au formulat apeluri atât DNA, cât și Voiculescu și alți coinculpați, apeluri care au fost dezbătute la Curtea de Apel București în 4 și 5 august 2014. În data de 8 august 2014 Curtea de Apel București a admis apelul DNA în ceea ce-l privește pe Dan Voiculescu, a schimbat încadrarea juridică a faptelor reținute în seama sa, și i-a majorat pedeapsa la 10 ani de închisoare. Ulterior pronunțării deciziei, unul din judecătorii din dosar, Camelia Bogdan, a fost exclusă din magistratură de către secția pentru judecători din cadrul Consiliului Superior al Magistraturii, deoarece a încasat bani de la una din părțile implicate în proces, respectiv Ministerul Agriculturii, decizia CSM a fost însă anulată în recurs. Ulterior, în cadrul unui interviu acordat Evenimentului Zilei TV, jurnalistul Adrian Ursu a afirmat că celor de la Antena 3 li s-a transmis că, dacă îl vor lăsa în pace pe Mircea Băsescu, Dan Voiculescu va fi achitat.
Adrian Ursu: „Și mai e ceva. Dincolo de toată mitologia din oraș, ca să zic așa, faptul că fondatorul trustului ăsta și-a asumat ca tot ce se întâmplă acolo, chiar dacă îi este potrivnic, să fie lăsat în sfera libertății de exprimare… Și-a asumat, deși avea la îndemână cheia. Putea să zică „Eu închid sau o dau. Sau o predau”, ceea ce era și mai simplu. Au făcut-o mulți, din păcate: au prestat această predare , aproape de la un capăt la altul, al afacerilor de media românești. În cadrul unei discuții între Dan Voiculescu și conducerea Antena 3, acesta le-ar fi spus: „Eu cu treaba mea, sunt bărbat. Voi cu treaba voastră”.

## Executarea condamnării
Voiculescu a fost încarcerat la Penitenciarul Rahova în 8 august 2014, iar ANAF i-a pus sechestru pe câteva imobile pentru plata prejudiciului. În  mai puțin de un an și jumătate în închisoare, Voiculescu a scris unsprezece cărți, ceea ce i-a adus o reducere de peste 300 de zile a termenului executat. Acesta a fost liberat condiționat din închisoare după 2 ani și 11 luni, deși prejudiciul nu a fost achitat.

### Site-uri personale
- Site-ul oficial Dan Voiculescu
- Blogul lui Dan Voiculescu
- Colegiul senatorial 8 Bucuresti Arhivat în 19 august 2010, la Wayback Machine.
- Fundatia Dan Voiculescu pentru Dezvoltarea Romaniei
- Grupul industrial GRIVCO fondat de Dan Voiculescu Arhivat în 2 august 2008, la Wayback Machine.

### Interviuri
- Dan Voiculescu: „Sunt capitalistul roșu“ Arhivat în 12 noiembrie 2010, la Wayback Machine., 8 noiembrie 2010, Ovidiu Nahoi, Ion M. Ioniță, Adevărul
- Interviu, Cotidianul, 28 aprilie 2008 Arhivat în 1 mai 2008, la Wayback Machine.